# Fix-Saint-Geneys
Fix-Saint-Geneys település Franciaországban, Haute-Loire megyében. Lakosainak száma 141 fő (2022. január 1.). Fix-Saint-Geneys Allègre, Vissac-Auteyrac, Sainte-Eugénie-de-Villeneuve, Varennes-Saint-Honorat, Vazeilles-Limandre és Vernassal községekkel határos.

## Népesség
A település népességének változása:
| Lakosok száma | 269  | 190  | 173  | 149  | 135  | 124  | 123  | 134  | 139  | 141  |
|               | 1968 | 1982 | 1990 | 2006 | 2013 | 2015 | 2017 | 2019 | 2020 | 2022 |